# ハンフリー・スタッフォード (初代バッキンガム公爵)
初代バッキンガム公ハンフリー・スタッフォード（英: Humphrey Stafford, 1st Duke of Buckingham、1402年 - 1460年7月10日）は、15世紀イングランドの貴族。百年戦争・薔薇戦争で軍司令官として活動した。第5代スタッフォード伯エドムンド・スタッフォードとアン・オブ・グロスター（トマス・オブ・ウッドストックの娘で、国王エドワード3世の孫でもある）の息子である。

## 経歴
ハンフリーが小さい子供の時に父エドムンドが死亡、莫大な財産と1ダース以上の州の土地とを相続して第6代スタッフォード伯になった。1444年、フランスで軍功を上げてバッキンガム公に列せられた。
薔薇戦争にはランカスター派として参戦し、第一次セント・オールバンズの戦いで負傷、長男のハンフリーと義兄のノーサンバランド伯ヘンリー・パーシーはこの戦闘で戦死している。
バッキンガム公は1460年にノーサンプトンの戦いで戦死した。長男が既に死亡していたので、爵位は孫のヘンリーが継承した。

## 家族
ウェストモーランド伯ラルフ・ネヴィルとジョウン・ボーフォートの娘アンと結婚、息子が3人おり、そのうち2人が同じ名前の従姉妹と結婚した。
- ハンフリー（1425年頃 - 1455年） - スタッフォード伯。マーガレット・ボーフォート（第2代サマセット公エドムンド・ボーフォートの娘）と結婚。第2代バッキンガム公ヘンリー・スタッフォードの父。
- ヘンリー（1425年頃 - 1471年） - スタッフォード卿。兄スタッフォード伯の妻と同名の従姉妹マーガレット・ボーフォート（初代サマセット公ジョン・ボーフォートの娘でリッチモンド伯エドムンド・テューダーの未亡人）と結婚した。
- ジョン（1427年 - 1473年） - ウィルトシャー伯

 ウィキメディア・コモンズには、ハンフリー・スタッフォード (初代バッキンガム公爵)に関するカテゴリがあります。
| 公職                            | 公職                                                       | 公職                          |
| ------------------------------- | ---------------------------------------------------------- | ----------------------------- |
| 先代 第5代スタッフォード伯      | 大司馬 (Lord High Constable) 1403年 - 1460年               | 次代 第2代バッキンガム公      |
| 先代 初代セイ男爵               | 五港長官 (Lord Warden of the Cinque Ports) 1450年 - 1459年 | 次代 初代リヴァーズ伯         |
| 爵位・家督                      |                                                            |                               |
| 先代 新設                       | バッキンガム公 1444年 - 1460年                             | 次代 ヘンリー・スタッフォード |
| 先代 エドムンド・スタッフォード | スタッフォード伯 1403年 - 1460年                           | 次代 ヘンリー・スタッフォード |